# Józefina (województwo mazowieckie)
Józefina – wieś w Polsce położona w województwie mazowieckim, w powiecie grodziskim, w gminie Żabia Wola. 
Miejscowość wchodzi w skład sołectwa Huta Żabiowolska. Do 1 stycznia 2012 wieś stanowiła formalnie część wsi Wycinki Osowskie.
W latach 1975–1998 miejscowość administracyjnie należała do województwa skierniewickiego.